# Göran Hagberg
Ulf Göran Hagberg, född 8 november 1947 i Bjuv, Skåne län, död 2 april 2024 i Alvesta distrikt, Kronobergs län, var en svensk fotbollsmålvakt. 
Hagberg fanns med i landslagstruppen vid VM i fotboll 1974 i Västtyskland och VM i fotboll 1978 i Argentina. Han spelade dock inga matcher. Mellan 1973 och 1979 spelade han 15 A-landskamper.
Göran Hagberg vann svenska cupen i fotboll 1977 och Allsvenskan 1978 med Östers IF.

## Spelarkarriär
- Bjuvs IF (–1965)
- Landskrona BoIS (1966–1968)
- Östers IF (1969–1979)
- Alvesta GIF (1980–1982)
- AIK (1982)
- Ljungby IF (1983)
- Karlskrona AIF (1993)

## Tränarkarriär
- Alvesta GIF (1980–1982)
- Ljungby IF (1983–1985)
- IFK Värnamo (1986–1989)
- Myresjö IF (1990–1992)
- Karlskrona AIF (1993)
- Ljungby IF (1994–1996)
- Myresjö IF (1997)
- Vislanda IF (1998)